# Beethoven Magazine
Beethoven Magazine – bezpłatny magazyn ukazujący się od 2009 r., którego wydawcą jest Stowarzyszenie im. Ludwiga van Beethovena.  
Czasopismo dokumentuje wydarzenia polskiego życia kulturalnego, promując w przystępny sposób tzw. wysoką kulturę. Magazyn na stałe współpracuje z dziennikarzami związanymi m.in. z Gazetą Wyborczą, Rzeczpospolitą, Polityką, Przekrojem oraz takimi artystami jak Marcin Maciejowski, Bartek Materka, czy Jakub Julian Ziółkowski. Redaktor naczelną pisma jest Anna S. Dębowska. 
Czasopismo, wydawane w polskiej wersji językowej, dystrybuowane jest podczas wydarzeń muzycznych w Polsce, m.in. w ramach Wielkanocnego Festiwalu Ludwiga van Beethovena czy krakowskiego festiwalu Misteria Paschalia jak również towarzyszy polskim projektom realizowanym zagranicą – gazeta dystrybuowana była m.in. w ramach promującego Rok Chopinowski na świecie nowojorskiego występu Julianny Awdiejewej, laureatki 15-tego Międzynarodowego Konkursu Pianistycznego im. Fryderyka Chopina, w Avery Fisher Hall w Nowym Jorku w styczniu 2011 r.  
W 2010 r. Beethoven Magazine został wyróżniony główną nagrodą w konkursie polskiej Izby Wydawców Prasy na prasową okładkę roku GrandFront 2009, a w 2011 r. nagrodą Art Front w kategorii czasopisma hobbystyczne. Beethoven Magazine jest także laureatem nagród Stevie Award 2010 i 2011 w kategorii „Najlepsza gazeta branżowa” w amerykańskim konkursie The International Business Awards.